# 12:51
"12:51" é uma canção da banda americana de Indie rock The Strokes. Foi lançado como o primeiro single do segundo álbum de estúdio , Room on Fire, a música foi escrita por Julian Casablancas.

## Recepção
"12:51" recebeu críticas positivas. Wes Orshoski da Billboard escreveu sobre a música: "Os vocais sonolentos de Julian Casablancas chegam em sincronia com um teclado nerd, muito dos anos 80 [guitarra de Nick Valensi] que soa muito mais legal do que provavelmente deveria contra as guitarristas Nick Valensi e Albert Hammond Jr., dedilhadas cruas e rápidas, o baixo pulsante de Nikolai Fraiture e a batida cool do baterista Fabrizio Moretti".
Heather Phares, do site AllMusic, escreveu que "suas guitarras com sintetizadores soam como "palmas" e são inegavelmente cativantes, mas, no início, a música parece estar em busca de uma estrutura. Porém, eventualmente, torna-se secretamente viciante - é uma música sorrateiramente pop".

## Videoclipe
O videoclipe de "12:51" foi dirigido por Roman Coppola e teve suas inspirações no filme de 1982  Tron .

## Charts
| Chart (2003)                                   | Posição |
| ---------------------------------------------- | ------- |
| Canada (Canadian Singles Chart)                | 30      |
| Ireland (IRMA)                                 | 22      |
| Países Baixos (Single Top 100)                 | 40      |
| Suécia (Sverigetopplistan)                     | 39      |
| Reino Unido (UK Singles Chart)                 | 7       |
| Estados Unidos (Billboard Alternative Airplay) | 15      |